# Берхану Шиферау
Берхану Шиферау — эфиопский бегун на длинные дистанции. На чемпионате мира среди юношей 2009 года занял 5-е место в беге на 2000 метров с препятствиями. Бронзовый призёр Рабатского полумарафона 2010 года с результатом 1:01.41. Серебряный призёр Дубайского марафона 2013 года с личным рекордом 2:04.48 — это 12-е место в списке самых быстрых марафонцев. На Люблянском марафоне 2011 года занял 4-е место с результатом 2:09.19.